# Маље Ухерце
Маље Ухерце (слч. Malé Uherce) насељено је мјесто са административним статусом сеоске општине (слч. obec) у округу Партизанске, у Тренчинском крају, Словачка Република.

## Становништво
| Година:    | 1994. | 2004.   | 2014.   | 2024.    |
| ---------- | ----- | ------- | ------- | -------- |
| Број људи: | 698   | 728     | 715     | 859      |
| Разлика:   |       | +4,29 % | -1,78 % | +20,13 % |

| Година:    | 2023. | 2024.   |
| ---------- | ----- | ------- |
| Број људи: | 853   | 859     |
| Разлика:   |       | +0,70 % |

Према подацима о броју становника из 2011. године насеље је имало 705 становника.